# 브리가데이루
브리가데이루(포르투갈어: brigadeiro)는 브라질의 초콜릿 후식이다. 가당연유와 버터, 코코아가루로 만든 부드러운 후식이며, 겉에는 초콜릿 스프링클이 뿌려져 있다.

## 이름
포르투갈어 남성 명사 "브리가데이루(brigadeiro)"는 "(남성) 여단장"이라는 뜻이다. 1946년 대통령 선거에 국가민주연합(UDN) 대통령 후보로 출마했던 여단장 에두아르두 고메스의 선거 운동 과정에서, 리우데자네이루 출신 지지자인 엘로이자 나부쿠 지 올리베이라가 새로운 초콜릿 후식을 개발해 "여단장의 디저트"라는 뜻의 "도시 두 브리가데이루(doce do brigadeiro)"라는 이름을 붙였으며, 이후 후식이 인기를 얻으며 이름이 "브리가데이루"로 간소화되었다.
히우그란지두술에서는 브리가데이루를 "작은 까만 것"이라는 뜻의 "네그리뉴(negrinho)"로, 베이지뉴를 "작은 하얀 것"이라는 뜻의 "브랑키뉴(branquinho)"로 부르기도 한다.

## 만들기
냄비에 버터, 가당연유, 코코아가루를 넣고 약한 불에서 10분 정도 저으며 익힌다. 초콜릿 반죽이 식으면 손으로 굴려 작은 공 모양으로 만들고, 겉에 초콜릿 스프링클을 묻힌다. 식혀 굳히지 않고 따뜻한 상태에서 숟가락으로 떠 먹을 경우에는 "숟가락 브리가데이루"라는 뜻의 "브리가데이루 지 콜례르(brigadeiro de colher)"라 불린다.

## 같이 보기
- 베이지뉴
- 쇼클라드볼
- 트뤼프 앙 쇼콜라
- 초콜릿 퍼지